# Gistrup Skole
Gistrup Skole er en folkeskole i Gistrup i Aalborg Kommune. Skolen blev opført i 1957 - 1958 med blot fire klasselokaler, bibliotek, lærerværelse og gymnastiksal. Skolen er siden udvidet af flere omgange og nu en af Aalborgs største.
Skolen er pr. 1.8.2018 Aalborgs største folkeskole med 875 elever,  fordelt på skolens to matrikler i henholdsvis Gistrup og Fjellerad by. Dertil kommer en landsbyordning i Fjellerad med ca. 20 børn. Den 1. august 2017 blev Glistrup skole  Aalborgs første sammenlagte folkeskole efter en frivillig proces, der startede tilbage i 2015.
Gistrup Skole Afd. Fjellerad har ca. 120 elever fordelt på et spor fra 0. til 6. klasse.
Gistrup Skole Afd. Gistrup har ca. 760 elever fordelt på tre til fire spor fra 0. til 9. klasse.

## Sammenlægningen
I skoleåret 2015/2016 rettede den daværende bestyrelse på Vaarst/Fjellerad Skole henvendelse til Gistrup Skoles bestyrelse med det formål at lave en frivillig sammenlægning af begge skoler. På det tidspunkt havde daværende skoleleder på Gistrup Skole Mads Rune Jørgensen været konstitueret skoleleder på Vaarst/Fjellerad Skole et stykke tid, og den gode erfaring med denne ordning var en af årsagerne til, at bestyrelsen ønskede at arbejde frem mod en frivillig sammenlægning og dermed et større samarbejde på tværs af matriklerne.
Der blev i løbet af det næste års tid arbejdet med en ansøgning til både skoleudvalget og byrådet om frivillig sammenlægning, og 27. februar 2017 vedtog et enigt byråd sammenlægningen med start pr. 1.8.2017.

## Gistrup Skole, Afd. Hadsundvej i tal
Gistrup skole (Afd. Hadsundvej) har ligget over landsgennemsnittet i karaktergennemsnit siden skoleåret 2013/2014.
|                                                                                   | Gistrup skole | Landsgennemsnit |
| --------------------------------------------------------------------------------- | ------------- | --------------- |
| Karaktergennemsnit for bundne prøver i 9. klasse                                  | 7,8           | 7,3             |
| Elever overgået til ungdomsudd. i september året efter afsluttet 9. og 10. klasse | 90,5 %        | 85,4 %          |
| Elever med højest trivsel                                                         | 86,5 %        | 85,1 %          |
| Elev pr. klasse                                                                   | 21,5          | 20,9            |
| Kompetencedækning                                                                 | 92,3 %        | 86,3 %          |
| Elevfravær                                                                        | 8,1 %         | 7,4 %           |